# Мильнер, Макс
Макс Мильнер (фр. Max Milner; 18 июля 1923, Сен-Ковэр, департамент Приморская Сена — 21 июня 2008, Дижон) — французский историк литературы и культуры.

## Биография
Из еврейской семьи. Мать — испанского, отец — польского происхождения, переводчик Гонгоры на французский язык. Дядя — художник Луи Маркусси. Жена — Кристиана Мильнер, психоаналитик. Элементы психоаналитического подхода Макс Мильнер применял в своих исследованиях французской словесности XIX—XX в., но особенно — в трудах 1980—2000-х годов, посвященных проблематике взгляда и запрета на зрение, видимого и невидимого в искусстве и культуре. Мильнеру принадлежат работы об образе дьявола во французской литературе, о семантике психотропных средств в словесности XIX—XX вв., комментированные издания сочинений Бодлера, Нерваля, Бальзака, Бернаноса и др. Под его редакцией и с его предисловием вышел том текстов «Литература и патология» (1989).

## Карьера
Профессор, а затем почётный профессор Университета Париж III — Новая Сорбонна. Председатель Общества по изучению романтизма и девятнадцатого века (1970—1996).

## Основные публикации
- Poésie et vie mystique chez saint Jean de la Croix (1951)
- Le Diable dans la littérature française de Cazotte à Baudelaire, 1772—1861 (1960, переизд. 2007)
- Baudelaire: enfer ou ciel, qu’importe! (1967)
- Georges Bernanos (1967)
- Freud et l’interprétation de la littérature (1980)
- La Fantasmagorie: essai sur l’optique fantastique (1982, итал. пер. 1989)
- «On est prié de fermer les yeux»: le regard interdit (1991)
- Histoire de la littérature française, De Chateaubriand à Baudelaire: 1820—1869 (1996, в соавторстве с Клодом Пишуа)
- L’imaginaire des drogues: de Thomas de Quincey à Henri Michaux (2000)
- L’Envers du visible: essai sur l’ombre (2005, премия Шатобриана)
- Rembrandt à Emmaüs (2006)